# Ozero Truperdysor
Ozero Truperdysor är en saltsjö i Kazakstan. Den ligger i den norra delen av landet, 400 km nordväst om huvudstaden Astana. Arean är 5,3 kvadratkilometer.